# Macrocondyla bigoti
Macrocondyla bigoti är en tvåvingeart som beskrevs av Edwards 1934. Macrocondyla bigoti ingår i släktet Macrocondyla och familjen svävflugor. Inga underarter finns listade i Catalogue of Life.